# Ali Ömürcan
Ali Ömürcan (* in Pazarcık; † Juni 1993 in Barelias), alias Terzi Cemal, war ein Führungsmitglied der Arbeiterpartei Kurdistans (PKK). Er wurde durch die PKK exekutiert und gilt innerhalb der Organisation als Verräter. 

## Leben
Ali Ömürcan wurde in einem Dorf des Landkreises Pazarcık in der Provinz Kahramanmaraş geboren. Als er Anfang der 1970er Jahre in Gaziantep eine Schneiderlehre machte, kam er mit der Gruppe namens Kürdistan Devrimcileri (Kurdistan-Revolutionäre) in Kontakt, einer Vorläuferorganisation der PKK um Abdullah Öcalan. Innerhalb der PKK nahm er den nom de guerre Terzi Cemal (Cemal, der Schneider) an. Nach dem Militärputsch in der Türkei 1980 durchlief er eine militärische Ausbildung im Ausbildungslager der PKK in der Bekaa-Ebene. Beim Auftakt des bewaffneten Kampfes im August 1984 sollten Eruh, Şemdinli und Çatak angegriffen werden. Den Angriff auf Çatak sollte Ömürcan leiten. Dieser Angriff wurde nicht durchgeführt. Bis zum 3. Kongress war Ömürcan Kommandeur der Kaderschule im Libanon. Kurz nach dem 3. Kongress der PKK wurde Ömürcan durch die PKK festgesetzt und in einem „Prozess“ zum Tode verurteilt, aber anschließend durch Abdullah Öcalan begnadigt.
Mustafa Ömürcan (Sarı Ömer), ein Neffe oder nach anderen Quellen ein Bruder Ömürcans, wurde nach Darstellung ehemaliger Organisationsmitglieder 1987 mit vier weiteren Kämpfern wegen Befehlsverweigerung durch die PKK exekutiert. Nach Darstellung der PKK fiel Sarı Ömer im Kampf und wird als sogenannter Mai-Märtyrer verehrt. 
Ali Ömürcan diente dann mehrere Jahre als Guerillakommandeur im bewaffneten Kampf gegen die Türkei. Als zahlreiche Guerilla-Einheiten in Hinterhalten getötet wurden, ließ Ömürcan, der inzwischen zum Mitglied des ZK der PKK aufgestiegen war, 17 prominente Guerillakämpfer, die er des Verrats beschuldigte, hinrichten. Wegen dieser Morde wurde Ömürcan durch die PKK exekutiert.

## Bewertungen
Nach Ansicht von Ali Kemal Özcan ist es unklar, ob Ömürcan durch den türkischen Staat eingeschleust wurde oder ob er eine gestörte, aber talentierte Person gewesen sei.
Der Guerillakämpfer Murat Haner schreibt in seinen Memoiren, Ömürcan sei ein Agent des türkischen Staates gewesen. Er sei verantwortlich dafür, dass die gesamte südwestliche Provinz der Organisation ausgelöscht worden sei. Ferner sei Ömürcan einer von dreien gewesen, deren Tod Öcalan persönlich befohlen habe.
Der PKK-Dissident Selim Çürükkaya widmet Ömürcan in seinem Buch PKK: Die Diktatur des Abdullah Öcalan (Originaltitel Apo'nun Ayetleri) ein Kapitel. Ömürcan sei durch seine erste 10-monatige Haft, die währenddessen erlittenen Erniedrigungen und Misshandlungen, das Todesurteil und die anschließende Begnadigung zum Harpagos geworden, der nach seiner Entsendung als Koordinator in den Südwesten Rache an Öcalan als Astyages genommen habe. Nachdem Ömürcan die 17 Guerillakämpfer nach tagelanger Folter habe hinrichten lassen, habe Öcalan Ömürcan mit falschem Lob nach Syrien gelockt. Dort sei er hingerichtet und verscharrt worden. Çürükkaya beschreibt auch polemisch, das Cemil Bayık ihn beauftragt habe, ein Buch über Ömürcan zu schreiben. Es sollte darlegen, dass Ömürcan seit 1974 Agent gewesen sei und er bereits in Gaziantep zwei Mitglieder der Halkın Kurtuluşu  (Abspaltung der THKO) habe liquidieren lassen und dann zur Organisation gewechselt sei. Es sollte auch enthalten, dass Ömürcan mit den Verrätern Kesire Yıldırım (Ehefrau Öcalans) und Hüseyin Yıldırım zusammengearbeitet habe. Çürükkaya habe zugestimmt und in den Dokumenten, die man ihm zur Verfügung gestellt habe, unter Folter erpresste Geständnisse vorgefunden.